# Xylopia ferruginea
Xylopia ferruginea là một loài thực vật thuộc họ Annonaceae. Đây là một cây rừng cỡ nhỡ có thể cao tới 80 foot (24,5 mét).
Tên gọi ferruginea xuất phát từ Latin "ferrugo" ("bạc màu"), để chỉ phần lông tơ dưới lá nhạt màu.
Trong tiếng Mã Lai, tên phổ thông của nó là "Jangkang", nghĩa là "cọc nhà sàn".